# Lily of the Valley
Lily of the Valley is een single van de Britse rockband Queen uit het begin van 1975 van het album Sheer Heart Attack, waar het het vijfde lied was. Het volgde de hit Now I'm Here op, maar wist de hitlijsten in Engeland niet te bereiken. Met 1 minuut en 43 seconden is het de kortste single van Queen. Het nummer is geschreven door zanger Freddie Mercury, die ook de zang en piano doet. Brian May creëert atmosferische gitaargeluiden, John Deacon bespeelt de basgitaar en Roger Taylor bespeelt de drums.